# Franchi LF-57
Franchi LF-57 — пистолет-пулемет, сконструированный фирмой Luigi Franchi. В 1956 году появился прототип под названием LF-56. С 1962 года пистолет-пулемёт Franchi LF-57 находился на вооружении ВМФ Италии.
Оружие имеет автоматику со свободным затвором. Стрельба ведётся с открытого затвора, имеет только автоматический режим стрельбы. Затвор Г-образной формы. Ствольная коробка состоит из двух частей и изготовлена из стали, также как приёмник магазинов и пистолетная рукоятка. Рукоятка взведения затвора находится слева, при стрельбе неподвижна. Пистолет-пулемёт Franchi LF-57 имел два предохранительных приспособления: автоматический предохранитель и ручной предохранитель. Прицельные приспособления — нерегулируемые. Приклад рамочный, складной.